# Minna Tobler-Christinger
Minna Tobler-Christinger (* 23. November 1886 in Diessenhofen; † 20. April 1936 in Basel; heimatberechtigt in Diessenhofen und St. Gallen) war eine Schweizer Ärztin, Schriftstellerin und Frauenrechtlerin.

## Leben
Minna Tobler-Christinger war eine Tochter von Johann Jakob Christinger, Arzt, und Dorothea Elisabetha Hanhart. Im Jahr 19313 heiratete sie Max Tobler. Sie studierte Medizin. Im Jahr 1915 eröffnete Tobler eine eigene Praxis in Zürich. Über ihr Engagement in der bürgerlichen Frauenbewegung näherte sie sich der sozialistischen Bewegung an. Sie publizierte in linken Zeitungen. Im Jahr 1921 trat sie der Kommunistischen Partei der Schweiz (KPS) bei. Tobler forderte die freie Geburtenkontrolle und den straflosen Schwangerschaftsabbruch. Sie gehörte dem Weltkomitee Frauen gegen Krieg und Faschismus sowie der Roten Hilfe an. Ab 1933 engagierte sich Tobler für illegale Emigranten.